# Pakens
Pakens is een klein dorp in de gemeente Wangerland in de Duitse deelstaat Nedersaksen. Het maakt deel uit van Landkreis Friesland. Het dorp ligt direct ten westen van Hooksiel.
De dorpskerk, gewijd aan het Heilig Kruis, is gebouwd in de tweede helft van de dertiende eeuw. Oorspronkelijk is het gebouwd van veldkeien, maar de westmuur is in 1782 opnieuw gebouwd van baksteen. Deze kerk is bezienswaardig om haar 17e-eeuwse, waarschijnlijk in 1664 voltooide, kerkorgel. Het werd gebouwd door de uit Hamburg afkomstige orgelbouwer Joachim Richborn.

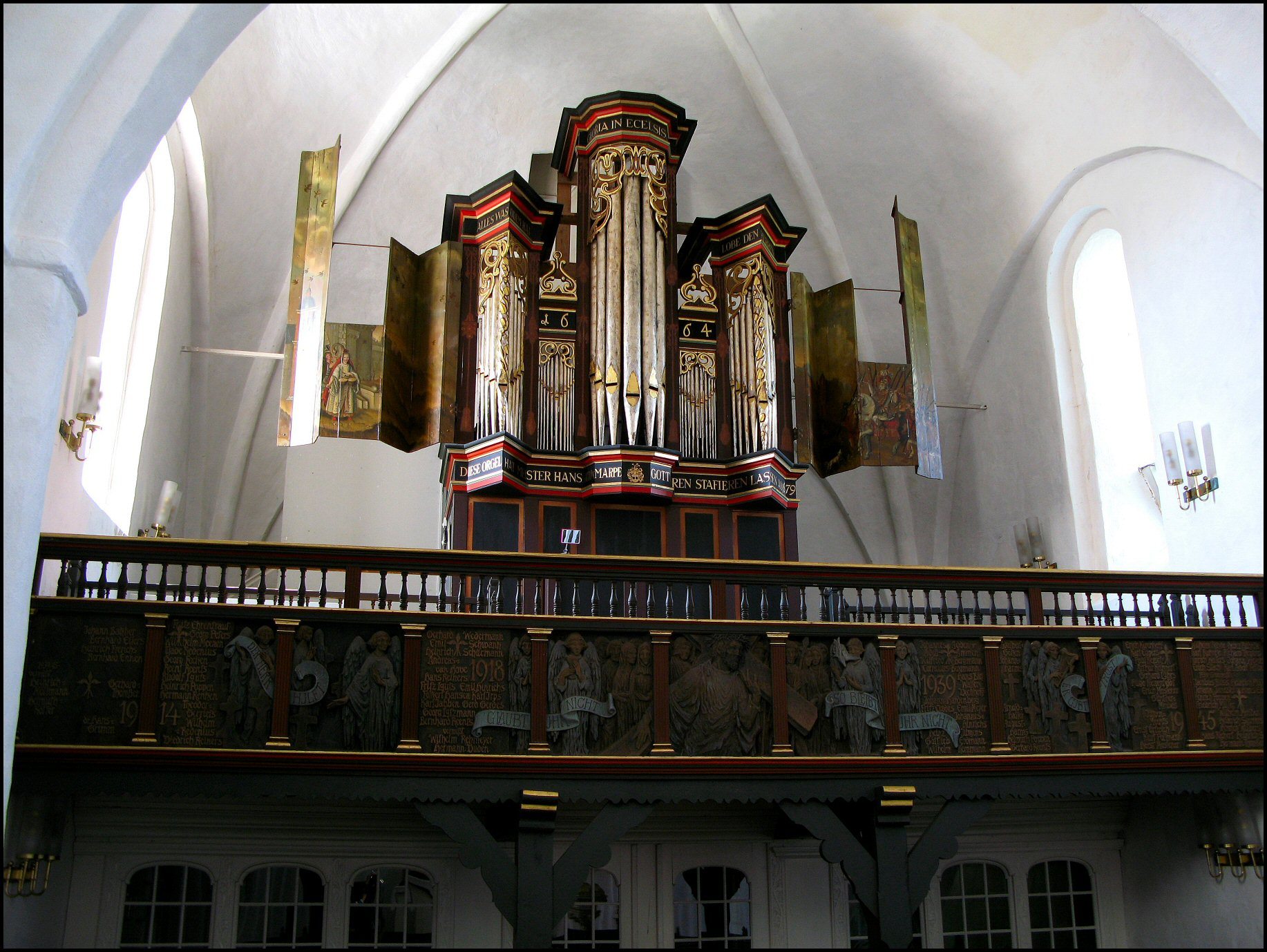
Het kerkorgel in de H. Kruiskerk te Pakens